# (4938) Papadopoulos
(4938) Papadopoulos es un asteroide perteneciente al cinturón de asteroides, descubierto el 5 de febrero de 1986 por Henri Debehogne desde el Observatorio de La Silla, Chile.

## Designación y nombre
Designado provisionalmente como 1986 CQ1. Fue nombrado Papadopoulos en homenaje a ”Christos Papadopoulos” recopilador astrofotógrafo publicó su tercer volumen  del “True Visual Magnitude Photographic Star Atlas” en el año 1979.

## Características orbitales
Papadopoulos está situado a una distancia media del Sol de 2,352 ua, pudiendo alejarse hasta 2,533 ua y acercarse hasta 2,171 ua. Su excentricidad es 0,076 y la inclinación orbital 4,568 grados. Emplea 1317 días en completar una órbita alrededor del Sol.

## Características físicas
La magnitud absoluta de Papadopoulos es 13,7.